# Pione Sisto
Pione Sisto (Kampala, 4 februari 1995) is een in Oeganda Geboren Deens-Zuid-Soedanees voetballer  die doorgaans als rechtermiddenvelder speelt. Hij tekende in augustus 2016 een contract tot medio 2021 bij Celta de Vigo, dat hem overnam van FC Midtjylland. In 2020 keerde hij terug bij FC Midtjylland. Sisto debuteerde in 2015 in het Deens voetbalelftal.

## Clubcarrière
Sisto stroomde in het seizoen 2012/13 door vanuit de jeugd van FC Midtjylland. Tijdens zijn eerste seizoen in het eerste elftal speelde hij tien wedstrijden in de Superligaen. Zijn eerste competitiedoelpunt maakte hij in het seizoen 2013/14. Hij werd in 2014/15 Deens landskampioen met Midtjylland. Sisto debuteerde op 17 september 2015 in de UEFA Europa League. Die dag won hij met Midtjylland met 1–0 van Legia Warschau. Een jaar eerder speelde hij met Midtjylland al twee wedstrijden in de voorronde van de Europa League, maar daarin versperde Panathinaikos de Denen de weg naar de groepsfase. Sisto maakte op 1 oktober voor het eerst een doelpunt in Europees verband. Hij bracht Midtjylland die dag op 0–1 tijdens een met 1–3 gewonnen wedstrijd uit bij Club Brugge.
Sisto tekende in augustus 2016 een contract tot medio 2021 bij Celta de Vigo, de nummer zes van de Primera División in het voorgaande seizoen.

## Clubstatistieken
| Seizoen | Club           | Competitie       | Competitie | Competitie | Beker | Beker | Internationaal | Internationaal | Totaal | Totaal |
| Seizoen | Club           | Competitie       | Wed.       | Dlp.       | Wed.  | Dlp.  | Wed.           | Dlp.           | Wed.   | Dlp.   |
| ------- | -------------- | ---------------- | ---------- | ---------- | ----- | ----- | -------------- | -------------- | ------ | ------ |
| 2012/13 | FC Midtjylland | Superligaen      | 10         | 0          | 1     | 0     | —              | —              | 11     | 0      |
| 2013/14 | FC Midtjylland | Superligaen      | 27         | 6          | 1     | 0     | —              | —              | 28     | 6      |
| 2014/15 | FC Midtjylland | Superligaen      | 22         | 8          | 0     | 0     | 2              | 0              | 24     | 8      |
| 2015/16 | FC Midtjylland | Superligaen      | 29         | 4          | 0     | 0     | 13             | 4              | 42     | 8      |
| 2016/17 | FC Midtjylland | Superligaen      | 2          | 2          | 0     | 0     | 5              | 4              | 7      | 6      |
| 2016/17 | Celta de Vigo  | Primera División | 30         | 3          | 6     | 1     | 13             | 2              | 49     | 6      |
| 2017/18 | Celta de Vigo  | Primera División | 34         | 5          | 2     | 1     | —              | —              | 36     | 6      |
| 2018/19 | Celta de Vigo  | Primera División | 25         | 2          | 2     | 0     | —              | —              | 27     | 2      |
| 2019/20 | Celta de Vigo  | Primera División | 21         | 2          | 2     | 2     | —              | —              | 23     | 4      |
| 2020/21 | FC Midtjylland | Superligaen      | 8          | 5          | 0     | 0     | 6              | 0              | 14     | 5      |
| Totaal  | Totaal         | Totaal           | 208        | 37         | 14    | 4     | 39             | 10             | 261    | 51     |

## Interlandcarrière
Sisto maakte op vrijdag 4 september 2015 onder leiding van bondscoach Morten Olsen zijn debuut in het Deens voetbalelftal, in een EK-kwalificatiewedstrijd tegen Albanië (0-0). Hij moest na 45 minuten plaatsmaken voor Yussuf Poulsen. Zijn eerste doelpunt voor de nationale ploeg volgde op donderdag 22 maart 2018, toen Denemarken in een oefeninterland met 1–0 won van Panama. Sisto maakte deel uit van de Deens ploeg op het WK 2018, zijn eerste eindtoernooi.

## Erelijst
| Deens landskampioenschap | 1x | 2014/15 |